# 크리스티아네 크뤼거
크리스티아네 크뤼거(독일어: Christiane Krüger, 1945년 9월 8일 ~ )는 독일의 배우이다. 배우 하르디 크뤼거의 딸이다.